# 荀藩
荀 藩（じゅん はん、245年 - 313年）は、西晋から五胡十六国時代の人物。字は泰堅。本貫は潁川郡潁陰県（現在の河南省許昌市）。後漢の司空荀爽の玄孫であり、父は西晋の司徒荀勗、弟に太尉荀組がいる。子は荀邃・荀闓の2人がいる。

## 生涯
元康年間、黄門侍郎に任じられた。父の荀勗は鐘磬の作成を命じられていたが完成させる前に亡くなったので、荀藩は詔により父の事業を引き継ぎ、鐘磬を完成させて祭祀・儀式の為に供えた。
太安元年（302年）12月、斉王司馬冏の討伐に功績を挙げ、西華県公に封じられた。やがて尚書僕射に昇進した。
永安元年（304年）7月、東海王司馬越は右衛将軍陳眕らと共に恵帝を奉じて皇太弟司馬穎討伐の兵を挙げると、荀藩もまたこれに従軍した。だが、討伐軍は司馬穎配下の石超に蕩陰県で大敗を喫し、恵帝は捕らわれの身となって鄴城に送られた。この時、荀藩は司徒王戎・豫章王司馬熾と共に恵帝に随行した。8月、東嬴公司馬騰・都督幽州諸軍事王浚が司馬穎討伐を掲げて決起すると、司馬穎は恐れて恵帝を伴い洛陽へ逃走し、荀藩らもこれに従った。
同年（永興元年）11月、河間王司馬顒配下の将軍張方が長安への遷都を強行すると、荀藩は洛陽に留まり、司隷校尉劉暾・河南尹周馥と共に皇帝に代わって政治を行った。これにより政治機能は二つに分裂し、洛陽朝廷は「東台」と呼ばれ、長安朝廷は「西台」と呼ばれるようになった。
永興2年（305年）11月、司馬顒は偽詔を発し、皇后羊献容が政治利用されているという理由で自殺を命じ、尚書田淑が洛陽政府に命令を伝えた。だが、荀藩らは反対して「羊庶人は離宮に軟禁されており、厳重に警備されております。姦人と乱を企むことなどありません。賢者・愚者問わずみな羊氏の冤罪を訴えており、もし枯窮の人を殺してしまえば、天下を落胆させることになり、これは国家にとって益とはいえません」と上書し、これに応じなかった。
光熙元年（306年）11月、懐帝が即位すると、荀藩は太子少傅に任じられた。
永嘉2年（308年）、尚書令高光が病死すると、後任の尚書令となった。
永嘉5年（311年）5月、司空に昇進したが、拝命する前に漢の襲来により洛陽が陥落した。6月、荀藩は弟の光禄大夫荀組と共に轘轅より逃亡し、陽城に至った。その後、滎陽郡密県において行台（臨時政府）を立てると、州郡に檄を飛ばし、琅邪王司馬睿を盟主に推戴した。また、承制を行って荀崧を襄城郡太守に、李矩を滎陽郡太守に、褚翜を梁国内史に任じた。劉琨が任じた河南尹魏浚が荀藩のもとを訪れて軍事謀略について諮ると、荀藩はこれを喜び、李矩にもこの軍議に参画させた。荀藩らは議論を交わして交流を深め、盟約を結んだ。その後、魏浚の族子である魏該を武威将軍に任じた。しばらくして、甥の秦王司馬鄴が避難して来ると、これを奉じた。やがて、密県は漢の勢力圏から近かった事から、南へ移動して許昌に駐屯した。、以前の豫州刺史閻鼎は才幹があって流民数千を擁していたので、荀藩は彼を冠軍将軍・豫州刺史に任じた。7月、大司馬王浚は皇帝僭称を目論み、承制して荀藩を留台太尉に任じた。
10月、閻鼎は司馬鄴を従えて西進し、長安で再起を図ろうと考えたが、荀藩・劉疇・周顗・李述らは山東出身であったので、これを望まずに途中で離散した。閻鼎は兵を派遣して彼らを追撃し、李恒を殺したが、荀藩は免れた。その後は滎陽に留まった。
永嘉6年（312年）9月、司馬鄴が長安で皇太子に立てられると、荀藩は遠近の民を監督するよう命じられ、開封に入った。
建興元年（313年）4月、李述を兗州刺史に任じた。
9月、開封において亡くなった。享年69。成と諡され、太保を追贈された。